# Cronoquinesia
La cronoquinesia o cronoquinesis (chronokinesis) es un superpoder que aparece en varias historias de ciencia ficción. Este poder consiste en modificar el desarrollo del tiempo en sí mismo, acelerándolo, ralentizándolo, retrocediéndolo o parándolo. 
El físico Étienne Klein (en Las tácticas de Chronos) señala que es un abuso del lenguaje decir que detenemos el tiempo: solo detenemos los fenómenos que normalmente evolucionan con el tiempo; si el tiempo realmente se detuviera, terminaría la historia.
La cronoquinesis es por lo tanto diferente del viaje en el tiempo, pero los autores pueden optar por vincular los dos poderes. Hiro Nakamura, personaje de la serie televisiva Héroes, puede hacer ambas cosas.
- Datos: Q2966834